# 金寬容
金寬容（韓語：김관용，1942年11月29日—），大韓民國保守派政治人物，曾任慶尚北道知事。

## 生平
金寬容中學就讀大邱師範學校（韓語：대구사범학교），後進入嶺南大學以經濟學專業畢業，1995年參與首屆民選龜尾市長選舉當選而步入政壇，並連任三屆。
2006年5月31日，金寬容參選大韓民國第四屆慶尚北道知事選舉以961,363票擊敗开放国民党對手朴明在當選慶尚北道知事。
2014年6月4日，金寬容在大韓民國第六屆廣域地方自治團體長選舉中以986,989票大比數勝過吳仲基（韓語：오중기）、尹炳兌（韓語：윤병태）與朴唱鎬（韓語：박창호）三人再度連任。